# Hwai: Goemureul samkin ai
Hwai: Goemureul samkin ai (hangul 화이: 괴물을 삼킨 아이), estrenada internacionalment com Hwayi: A Monster Boy és una pel·lícula de thriller d'acció de Corea del Sud del 2013 sobre un jove de 16 any del mateix nom (interpretat per Yeo Jin-goo) que és criat per cinc pares criminals per convertir-se en l'assassí perfecte. Cal prémer el gallet per descobrir la seva veritable identitat després que s'adoni del misteri que envolta el seu passat i el seu destí. Va ser el segon llargmetratge molt esperat del director Jang Joon-hwan, una dècada després de la seva pel·lícula de culte favorita de comèdia/thriller de ciència-ficció del 2003 Jigureul Jikyeora!.

## Argument
Enmig d'un bosc, una coneguda organització criminal de cinc membres viuen junts en una granja deserta. Un dia, seguint un pla que no va sortir com s'esperava, es queden un infant a qui havien segrestat en una operació de xantatge. Catorze anys després, aquest nen, que ara es diu Hwa-yi, viu com el fill dels seus cinc pares criminals: Seok-tae, el líder fred però carismàtic, Ki-tae, un expert en conducció tartamudeig, Jin-seong, un planificador ideal, Beom- soo, un expert en armes, i Dong-beom un fred artista marcial. Hwa-yi ha estat criat d'una manera única, aprenent habilitats dels seus cinc pares en lloc d'anar a l'escola. Tot i que s'ha adaptat a aquesta vida, de vegades anhela la vida normal d'altres nois, cosa que li sembla impossible.
La banda planeja un altre crim, en el qual Hwa-yi participarà per primera vegada. Durant una baralla, Hwa-yi dispara una pistola per matar algú. Al principi, els seus dits tremolen i l'arma tremola, però després d'un tret, segueix apretant el gallet com si estigués posseït. Troba una foto d'un nen a l'home al qual va disparar i aviat Hwa-yi comença a descobrir un gran secret i el seu
destí tràgic. La seva vida es capgira quan s'assabenta que l'home que va matar era el seu veritable pare. A partir d'aquest moment, Hwa-yi es compromet a venjar-se dels seus pares gàngsters, utilitzant les habilitats tortuoses que va adquirir d'una vida en el crim.
Hwa-yi comença matant un dels cinc pares. La resta van darrere d'ell però el perden. Hwa-yi els crida a tots a la fàbrica de ciment de Sungji. També escriu una carta a la colla rival i es presenten una hora abans. Els dos grups s'enfronten a una baralla. Hwa-yi es posiciona en un punt de vista alt i dispara als homes. Aviat, tots moriran excepte Seok-tae i Hwa-yi. Seok-tae es dirigeix a l'hospital on està ingressada la mare d'Hwa-yi, Hwa-yi segueix.
A la mare d'Hwa-yi a l'hospital, Seok-tae revela la història des de l'orfenat fins al segrest i la cria del seu fill. Després d'això, la mata i torna a casa. Hwa-yi arriba a l'hospital massa tard, se'n va a casa per enfrontar-se a Seok-tae. El detectiu que ha perseguit la famosa banda també hi és. Els tres tenen un enfrontament. Seok-tae mata el detectiu i Hwa-yi mata Seok-tae. La pel·lícula acaba amb Hwayi tirant el cap de la banda rival i desapareixent entre la multitud.

## Repartiment
- Kim Yoon-seok - Seok-tae
- Yeo Jin-goo - Hwa-yi
- Cho Jin-woong - Ki-tae
- Jang Hyun-sung - Jin-seong
- Kim Sung-kyun - Dong-beom
- Park Hae-joon - Beom-soo
- Park Yong-woo - Detectiu Chang-ho
- Lee Geung-young - Im Hyung-taek
- Yoo Yeon-seok - Park Ji-won
- Moon Sung-keun - CEO Jin
- Jang In-sub as Detective Chang-Ho
- Nam Ji-hyun - Yoo-kyung
- Seo Young-hwa – Esposa d’Im Hyung-taek
- Im Ji-eun - Young-joo
- Kim Young-min - Detectiu Jung-min
- Woo Jung-gook – massatgista cec
- Lee Jun-hyeok - agent de policia que veu Hwa-yi entrar a casa
- Han Sung-yong: un agent de policia que controla si condueix begut

## Taquilla
Estrenada el 9 d'octubre de 2013, conegut com a Diada de l'alfabet coreà, una festa nacional a Corea del Sud, Hwayi: A Monster Boy es va estrenar amb força a la taquilla, arribant als 1,2 milions d'entrades durant els seus primers cinc dies. Al final del seu recorregut, havia venut un total de 2.394.418 entrades, amb un brut de 17.695.189.795 wons.

## Remake
Lee Jun-dong, cap de la productora Now Film de Hwayi, coproduirà un remake en anglès amb la productora espanyola Frida Torresblanco (El laberinto del fauno) amb seu als Estats Units. Lee va dir: "Hem decidit participar en la producció com a col·laborador per garantir la qualitat del remake, en lloc de simplement lliurar la història."

## Premis i nominacions
| Any  | Premi                                                   | Categoria              | Receptor      | Resultat  |
| ---- | ------------------------------------------------------- | ---------------------- | ------------- | --------- |
| 2013 | 21ns Premis de Cultura i Entreteniment de Corea         | Millor actor novell    | Yeo Jin-goo   | Guanyador |
| 2013 | 33è Premis de l'Associació de Crítics de Cinema Coreans | Millor actor novell    | Yeo Jin-goo   | Guanyador |
| 2013 | 34ns Blue Dragon Film Awards                            | Millor actor secundari | Cho Jin-woong | Nominat   |
| 2013 | 34ns Blue Dragon Film Awards                            | Millor actor novell    | Yeo Jin-goo   | Guanyador |
| 2013 | 34ns Blue Dragon Film Awards                            | Millor actriu novell   | Nam Ji-hyun   | Nominat   |
| 2013 | 34ns Blue Dragon Film Awards                            | Millor guió            | Park Joo-seok | Nominat   |
| 2013 | 34ns Blue Dragon Film Awards                            | Millor banda sonora    | Mowg          | Guanyador |
| 2014 | 5th KOFRA Film Awards                                   | Millor actor novell    | Yeo Jin-goo   | Guanyador |
| 2014 | 50ns Paeksang Arts Awards                               | Millor actor novell    | Yeo Jin-goo   | Nominat   |
| 2014 | 14ns Director's Cut Awards                              | Millor actor novell    | Yeo Jin-goo   | Guanyador |
| 2014 | 23ns Buil Film Awards                                   | Millor actor novell    | Yeo Jin-goo   | Nominat   |
| 2014 | 51ns Grand Bell Awards                                  | Millor actor novell    | Yeo Jin-goo   | Nominat   |